# ワチガイソウ
ワチガイソウ（輪違草、学名：Pseudostellaria heterantha）は、ナデシコ科ワチガイソウ属の多年草。

## 特徴
小型の多年草。根は1-2個あり、紡錘状に肥厚し肉質で、地下に真直に伸びる。茎は直立して高さ8-15cmになり、単純で分枝しないか上部で分枝し、1-2列になる短毛が生え、束生する。葉は同形または異形で、茎に互いに離れて対生し、上部につく葉は卵状披針形または披針形で、先は鋭頭から鋭尖頭、基部は狭まって葉柄となり、基部の縁に疎毛がある。下部につく葉は倒披針形となる。
花期は4-6月。花の径は約1cm、上部の葉腋から花柄を出し単生する。花柄は長さ1-5cmになり、下向きに曲がった屈毛が生える。萼片は緑色でふつう5個あり、線状披針形から楕円形になり、長さは3-6mm、先端は鋭頭または鈍頭になり、背面に毛が生えるかまたは無毛。花弁は白色でふつう5個あり、倒卵形から倒卵状くさび形で長さ6mm、先端は鈍頭から鋭頭またはときに不規則に切れ込む。しばしば萼片および花弁は4個のものもみられる。雄蕊は10個あり、葯は暗赤褐色になる。花柱は2-3個ある。果実は蒴果となり、やや球形で径は約5mm、3個に裂ける。種子は褐色で、扁円形から腎円形で扁平、径約2-2.5mmで円錐状突起がある。
下部の葉腋に閉鎖花がつくが少ない。閉鎖花の萼片および花弁は4個ある。

## 分布と生育環境
日本では本州（岩手県以南）、四国、九州に分布し、山地の夏緑林の林内や林縁に生育する。国外では中国大陸に分布する。

## 名前の由来
和名ワチガイソウは、「輪違草」の意で、本種の名前が不明であったとき、その盆栽に無名のしるしとして「輪違いの符号」をつけておいたところ、そのまま「ワチガイソウ」となったという。
種小名（種形容語）heterantha は、「種々の花のある」「変化ある花をつけた」の意味。

## ギャラリー

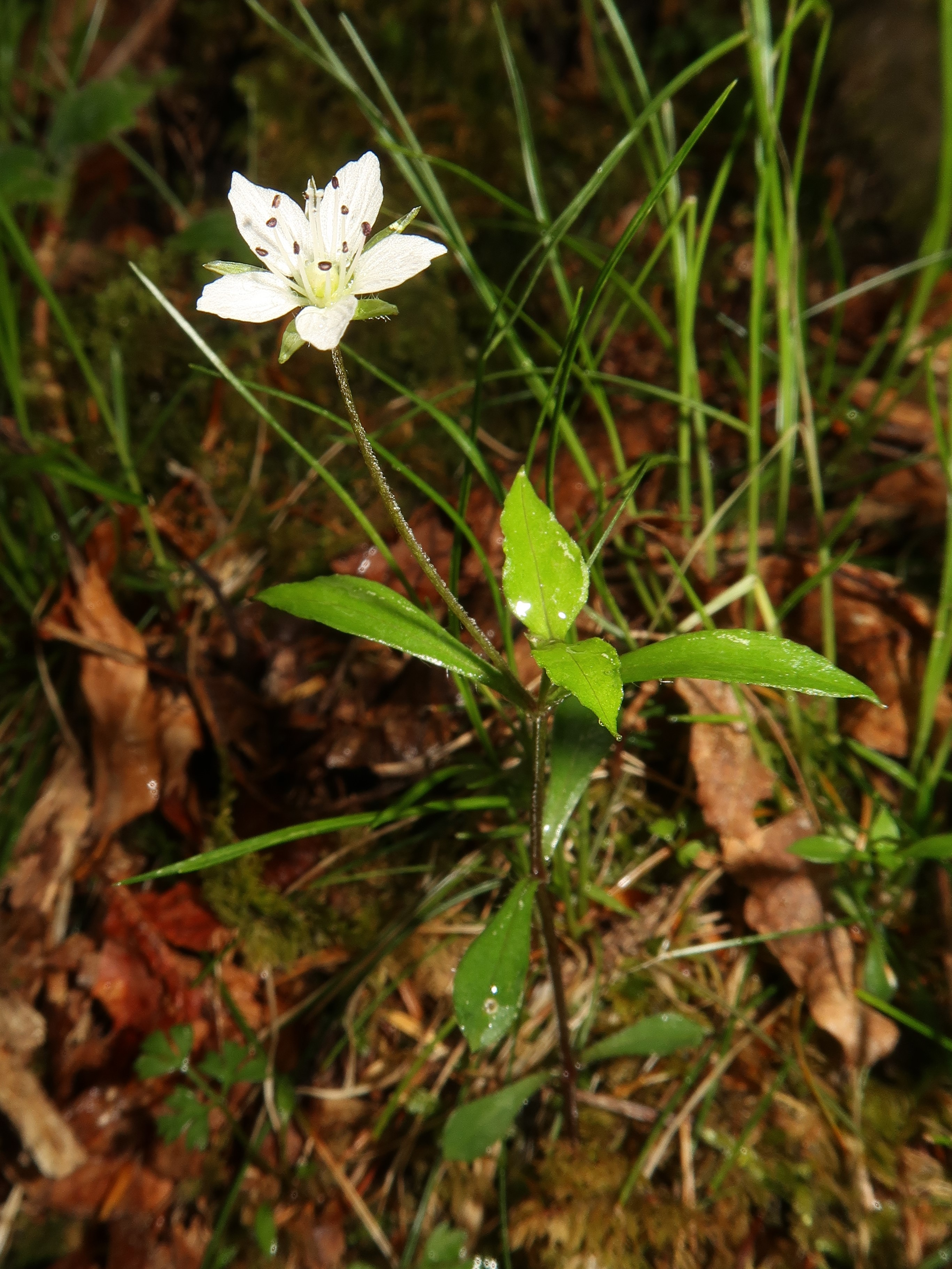
葉はそれぞれに離れて対生し、上部の葉腋から長い花柄を出す。
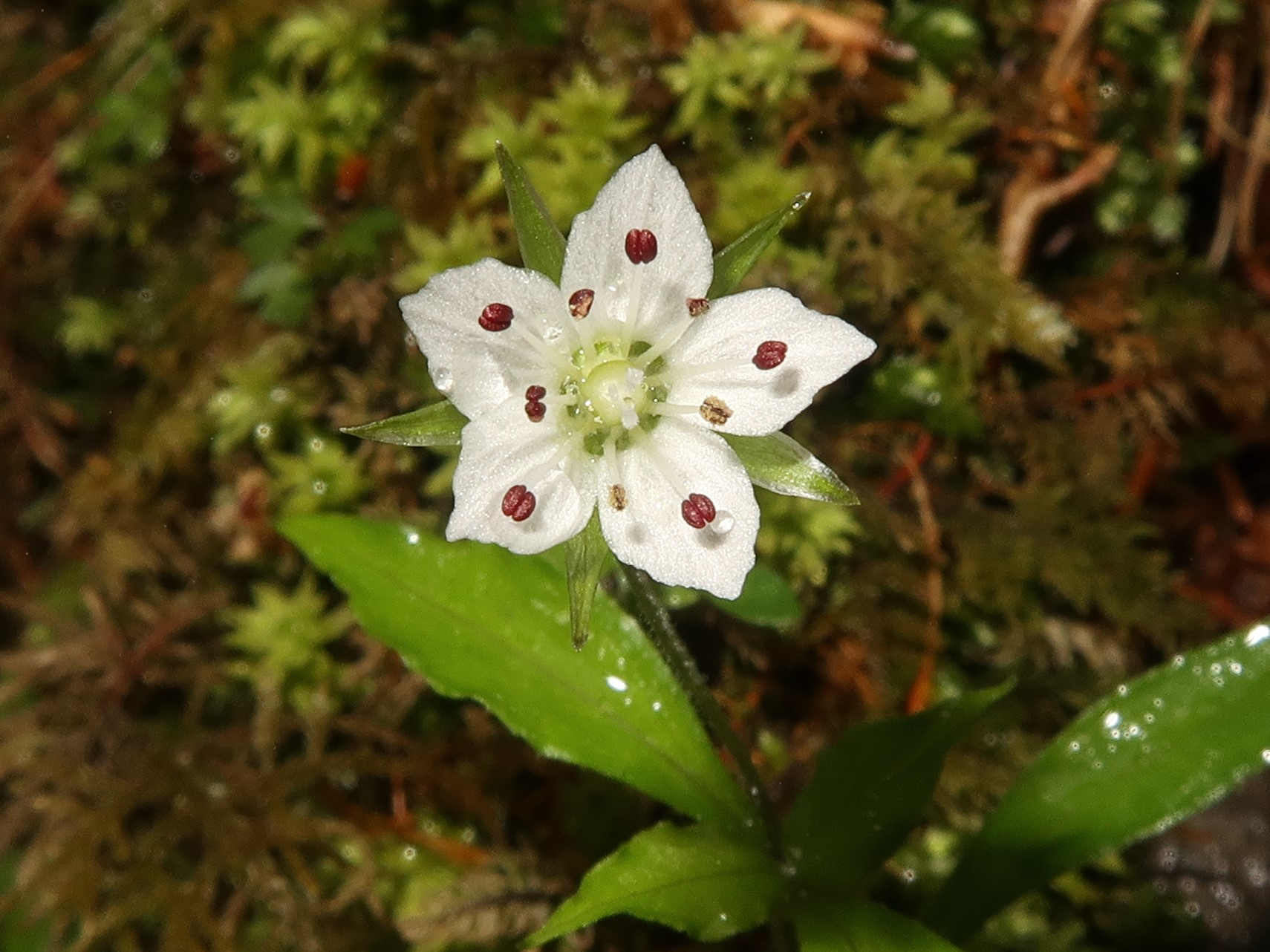
花弁の先はとがる。雄蕊は10個、花柱は3個ある。
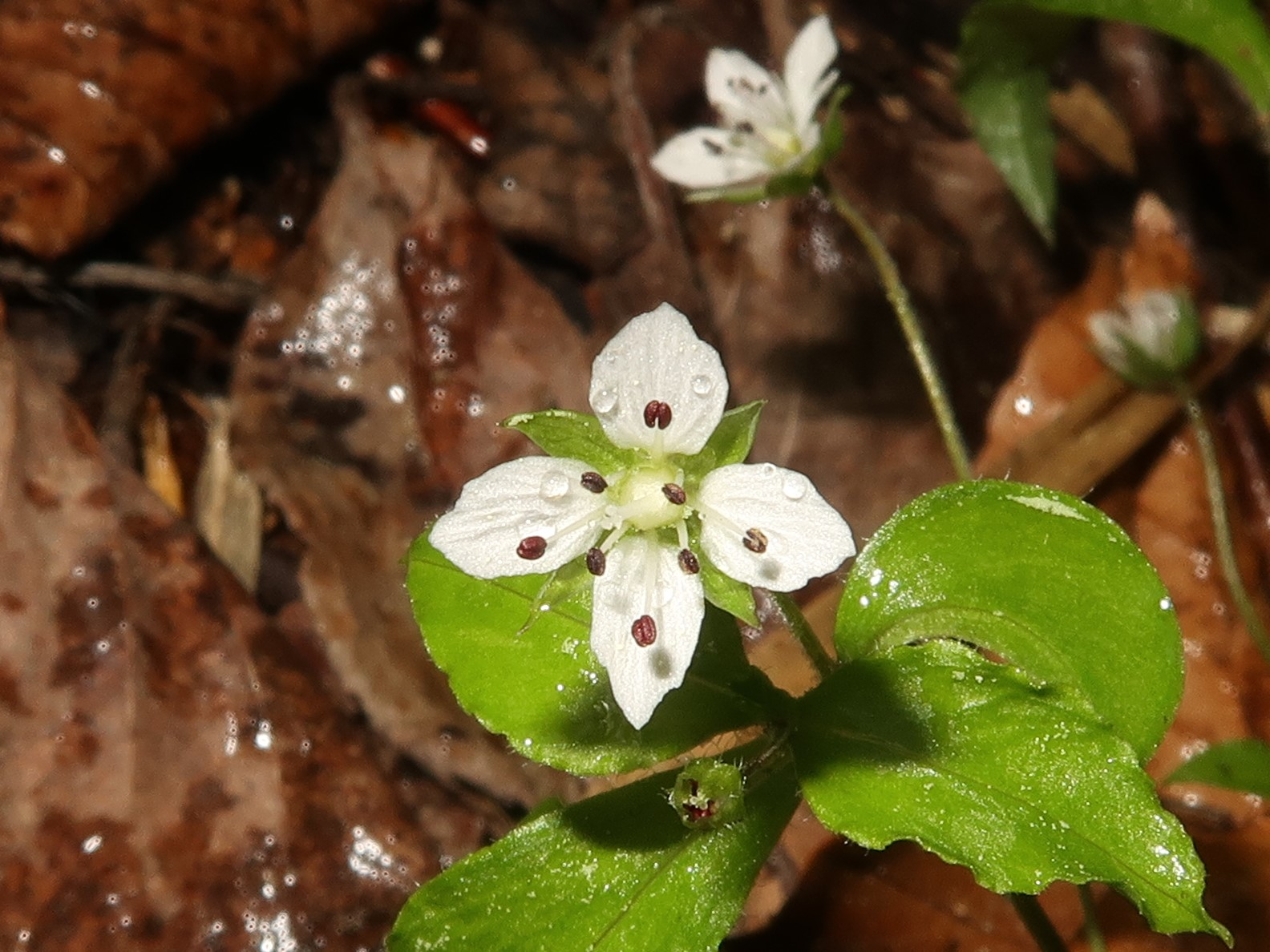
しばしば、萼片、花弁が4個のものもみられる。
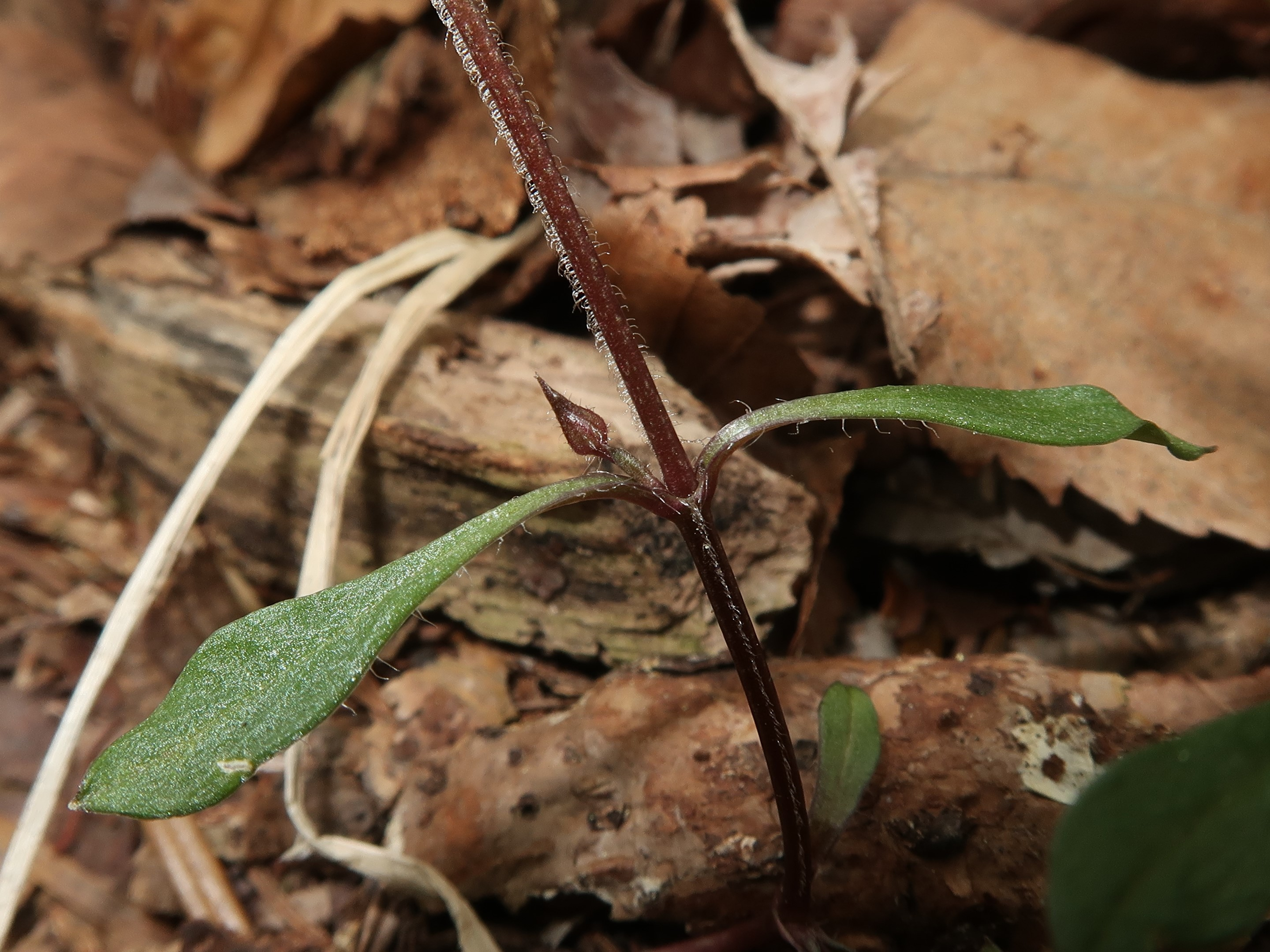
下部の葉腋につく閉鎖花。

## 下位分類
- ヒナワチガイソウ（雛輪違草[3]、学名：Pseudostellaria heterantha (Maxim.) Pax var. linearifolia (Takeda) Nemoto[6]、シノニム：Pseudostellaria musashiensis Hiyama[7] ）- 別名、ヒナワチガイ、ムサシワチガイソウ。小型の多年草。絶滅危惧II類(VU)（2017年、環境省）[3][5]。独立種とするのが適当であるという見解がある[5]。